# Real Fine Place
Real Fine Place é o quinto álbum de estúdio da cantora Sara Evans, lançado em 4 de Outubro de 2005.
O álbum estreou o nº 3 da Billboard 200, com vendas superiores a 124 mil cópias na primeira semana.
| Críticas profissionais                                                      | Críticas profissionais |
| Avaliações da crítica                                                       | Avaliações da crítica  |
| Fonte                                                                       | Avaliação              |
| --------------------------------------------------------------------------- | ---------------------- |
| allmusic                                                                    | [ 3 ]                  |
| Esta tabela precisa de ser acompanhada por texto em prosa. Consulte o guia. |                        |

## Faixas
1. "Coalmine" (Roxie Dean, Ron Harbin, Richie McDonald) — 3:26
2. "A Real Fine Place to Start" (Radney Foster, George Ducas) — 4:00
3. "Cheatin'" (Brett James, Don Schlitz) — 3:27
4. "New Hometown" (Sara Evans, Matt Evans, Shaye Smith) — 3:54
5. "You'll Always Be My Baby" (S. Evans, Tony Martin, Tom Shapiro) — 4:37
6. "Supernatural" (Marcus Hummon, Mark Prentice) — 4:38
7. "Roll Me Back in Time" (Sheryl Crow, John Shanks) — 4:56
8. "The Secrets That We Keep" (S. Evans, Chris Lindsey, Aimee Mayo) — 3:40
9. "Bible Song" (Lori McKenna) — 4:46
10. "Tell Me" (S. Evans, Holly Lamar, Troy Verges) — 3:55
11. "Missing Missouri" (Mark Kerr, Trent Tomlinson, Danny Wells) — 4:16
12. "Momma's Night Out" (S. Evans, Hummon, Darrell Scott) — 2:53
13. "These Four Walls" (S. Evans, M. Evans, Verges) — 4:34

## Desempenho nas paradas musicais
| Parada musical (2005/2006)           | Posição |
| ------------------------------------ | ------- |
| Estados Unidos - Country Albums      | 1       |
| Estados Unidos - Billboard 200       | 3       |
| Estados Unidos - Top Internet Albums | 3       |